# 三条凧合戦

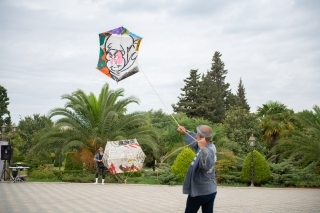
ランカランで開催された三条凧合戦

三条凧合戦（さんじょういかがっせん、さんじょういかかっせん）は、毎年6月の第1土曜日・日曜日に新潟県三条市で開催される凧の祭りである。三条市では凧をたこと呼ばず、イカと呼ぶ。三条凧協会が主催する。

## 歴史

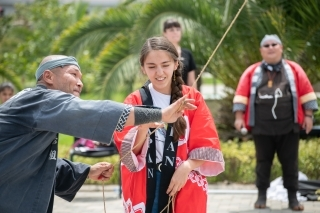
住民が凧揚げにチャレンジ

慶安2年（1649年）に三条に村上藩の陣屋が置かれ、旧暦の端午の節句に凧揚げを奨励した。三条の凧は今で言う「江戸凧」だった。陣屋は、領内の若手農民を募り、100枚張以上の凧を作り揚げた。町民は30枚張から50枚張までの凧だった。その後、「大きい凧を小さい凧で勝てないだろうか？」から六角巻凧が、この三条で発明され毎年、町民が勝利するようになった。そのため陣屋も六角巻凧に変わっていった。このことから三条が六角巻凧発祥地であることが言える。なお、起源は元禄5年（1692年）という説もある。(資料：郷土記録誌「ふるさと三条」第21号より）
その後、陣屋対町民の凧合戦は、町内単位（組と呼ぶ）の争いとなり、旧暦の端午の節句の時期に合わせて6月の第1土曜日・日曜日に開催されるようになった。昔は、3日間とも午後から凧合戦であったが、現在は、3日間分を2日間でやっている。
なお、7・13水害による五十嵐川の河川改修事業により、2005年には会場を新潟県立三条商業高等学校裏手の五十嵐川河川敷から三条・燕総合グラウンドに移し、2006年からは三条競馬場跡地に移した。2008年は改修事業の関係で再度三条・燕総合グラウンド。2014年からは三条防災ステーションで開催している。

## 概要

### 前夜祭
凧合戦初日となる6月の第1土曜日の前日には、前夜祭と称して一ノ木戸商店街から中央商店街を経て三条市立中央公民館まで各組（町内・企業・同好会）が自組の凧を持って凧ばやしがスピーカーから流れる中をパレードする。パレードには新潟ダビットソンクラブが協力し、ハーレーダビッドソンが先導する。※今は、前夜祭パレードは行っていないが、「三条夏まつり」では、凧パレードに各組が参加している。

### 合戦
毎年6月の第1土曜日と日曜日の2日間、三条防災ステーションを会場に合戦が繰り広げられる。
同日に開催されている白根大凧合戦や見附市今町地区と長岡市中之島地区との今町・中之島大凧合戦が川の対岸同士で競うのに対し、三条凧合戦では参加する組は、赤白に分かれ、川上・川下の陣地で凧を揚げる。２日目には、川上・川下を入換えて合戦をする。1日目の９時に合戦が開始され、六角凧を揚げる。赤組は白組の揚がった凧を、白組は逆に赤組の凧を、それぞれ空中で絡ませる。主審がコールした時点で合戦が成立する。
合戦が成立すると、凧に相手の凧の糸を切るかがこの合戦の見どころとなる。糸に付けたワニと呼ばれる木製の道具でワニの口に似た器具を使って相手の糸を挟んで切ったり凧を落とす、もしくはカラと呼ばれる滑車に糸を絡めて早く引き、相手の凧を先に落としたり、早く引くことで糸に発生する摩擦力で相手の糸を切り落とす。ここが各組の技能が発揮されるかによって勝負が決まる。
得点を競うため、揚げ師と呼ばれる凧揚げの名手などが興奮し、三条弁で罵倒しあう場面が見られることもしはしばある。
得点は3段階に分かれている。1日目は、凧合戦（9時 - 12時・13時 - 16時）と2日目は、開会式・イベント（9時 - 1２時）凧合戦（13時 - 16時）の合戦でこの点数を如何に稼ぐかが競われる。
- 5点 - 空中の高いところで合戦相手の凧の糸を切り、相手の凧がきれいに空中に舞いながら落ちる
- 3点 - 地上近くで糸を引き合い相手の凧糸を切る
- 1点 - 先に相手の凧を地上に落とす

赤組・白組の各優勝で得点の多い方が《総合優勝》となりもう一方が《組優勝》となる。
総合優勝には【白龍旗】が授与される。組優勝には【吠虎旗】が授与される。
その他には、《技能賞》《殊勲賞》《敢闘賞》《最高技術者賞》がある。

### イベント会場
合戦会場の一角にはイベント会場が設けられ、凧に関するグッズや物産品が販売されたり、凧ばやしが披露される。
令和元年より【三条マルシェ】が2日間同日開催されました。

## 六角巻凧
六角巻凧は六角形の形をした揚げないときは上下の骨である芯棒を抜いて丸めておくことができる凧のことで三条市が発祥の地である。全国の凧の中で携帯性に優れている。更に六角巻凧は上下左右と操作性も良く揚がり、上空でも安定性のある凧である。
六角巻凧の絵柄は市川團十郎十八番、戦国武将の歌舞伎絵が好まれて使われている。
凧合戦に用いられる凧は、畳2枚半程度の「30枚張」畳3枚半程度の大きさの「50枚張」やである。また、お土産用には小さな凧が販売されている。
凧の大きさは、習字用半紙1枚が単位で、使われる枚数に応じて「何枚張」や「何枚ド」と表される。
三条の凧屋は、昭和初期には１１軒あったが、今現在は「須藤凧屋」と「小林凧屋」の２軒ある。
三条凧合戦の凧は全て「須藤凧屋」が製作している。

## 凧合戦にまつわる用語
クレル（繰れる）糸を繰り出す
タグル（手繰る）糸を引き寄せる
ジガラメ（地絡め）無風の時に地上で凧同士の糸を予め絡めて置いてから凧合戦をすること（三条凧合戦では禁止）
ムダカル糸に結び目が出来たり、ぐちゃぐちゃになること
カシガル凧が傾く
カシゲル風の強弱により、凧の揚がり具合をみて、アガリ（糸をタグルと凧がすぐに揚がること）のときは下のハナオを、サガリ（アガリの反意）のときは上のハナオを、それぞれ結び詰めて調整する。また凧が右にカシガル場合は左の鼻緒を、左に傾がるときは右の鼻緒を結び詰めて直す行為
ノス凧が垂直に揚がる
タツ・タッた凧糸が切れて凧が飛ぶこと
タタせる相手の糸を切って凧を飛ばすこと
糸をダラす、ダる糸を垂らす。垂る
だらせる垂らせる
サシアゲ（差揚げ）凧を揚げる際に凧を他人に垂直に立てて持って貰うこと
ベッチョウ（本来は性交を意味する方言、隠語）カサナリと同じく凧と凧が重なって操作できなくなること
糸巻木平板を使い、糸車は使わない
糸籠竹の馬籠
カラ・クワラ滑車、滑蝶
プラ凧糸の途中に、丸木棒を他の糸でぶら下げ、相手の凧糸に振り付け、絡みつく合戦用具
トメ・鼻緒ドメ両股形の鈎
ワニ片枝形の鈎。トメと共に木製である。股内に刃物を入れたものも存在する
スカリ刃物鈎
カマ鎌状の刃物鈎
マンジョスカリ三日月形の刃物鈎
金剛砂糸研磨用のエメリ粉を塗布した凧糸
シプ糸渋を塗りつけた凧糸

## 三条凧ばやし
三条市で謡われる民謡である。この時に限り、たこばやしと呼ぶ。が、歌詞では、「イカ」と「タコ」とが混在している。
作詞・作曲は渡辺行一で、創作当時に関わった人に話を聞くと、全国民謡コンクールを意識していた様子が十分窺える。
三条市ふるさと運動推進協議会（すでに解散）により小学校に広まり、この唄に合わせた踊りもあり、旧三条市街地域の小学生は、三条夏まつりのパレードで練り歩きながら踊るため、習得している。
全国民謡コンクール優勝時の踊りは、お囃子が始まるまで踊り手は現れず、お囃子が始まると共に、次第にステージの両側から現れて、左右の踊り手が組み踊りをし、再びステージの両側に消えていく。
これは、イカ合戦のイメージで、左右が赤組白組を表し、組み踊りはイカ合戦でイカが絡み合う事を表したもの、と聞いている。
歌い終わりは、「越後一」とあるが全国民謡コンクールに出るために言い換えて歌われたが、オリジナルは「日本一」である。